# Alstonia parvifolia
Alstonia parvifolia är en oleanderväxtart som beskrevs av Elmer Drew Merrill. Alstonia parvifolia ingår i släktet Alstonia och familjen oleanderväxter. Inga underarter finns listade i Catalogue of Life.